# John Pringle
Pour les articles homonymes, voir Pringle.
John Pringle (10 avril 1707 – 18 janvier 1782), est un médecin écossais. On lui doit un travail de pionnier en médecine militaire, en particulier en ce qui a trait à la salubrité et à l'asepsie ; il a aussi une place dans l'histoire de l'humanisation des lois de la guerre.

## Biographie
Pringle est le plus jeune fils de Sir John Pringle, deuxième baronnet de Stichill dans le Roxburghshire ; sa mère s'appelait Magdalen. Il étudie dans les universités de St Andrews, d'Édimbourg et de Leyde. Il obtient son diplôme de docteur à Leyde, où la réputation de Hermann Boerhave l'a attiré. Ses camarades assidus y sont Gerard van Swieten et Albrecht von Haller ; sa thèse est une esquisse de gérontologie. Il s'installe à Édimbourg, d'abord comme médecin puis, après 1734, aussi comme professeur de philosophie morale à l'université.
En 1742 il devient médecin du deuxième comte de Stair, qui commande alors l'armée britannique dans les Flandres. En 1744 il est promu médecin-général des forces britanniques aux Pays-Bas par le prince Guillaume Auguste, duc de Cumberland. Il s'installe à Londres en 1749 et devient son médecin personnel.
Il se marie en 1752 avec la sœur du Dr William Oliver (en). Il est fait médecin de la reine en 1761, baronnet en 1766 et, en 1774, médecin du roi George III.
En novembre 1772, il est élu président de la Royal Society. Durant sa présidence il fait six allocutions éditées plus tard en un seul volume. Il s'établit à Édimbourg en 1780, mais retourne à Londres en septembre de l'année suivante ; c'est là qu'il meurt, d'apoplexie, en 1782, âgé de 74 ans.
Il avait été un ami de Benjamin Franklin, aussi compagnon de voyage, de James Burnett, lord Monboddo, correspondant assidu, et d'Alexander Boswell, dont le fils James le mentionne dans ses écrits.

## Contributions

### Médecine
Le premier livre de Pringle, sur la nature et le traitement des « fièvres » qui se produisent dans les hôpitaux et les prisons, est publié (à la hâte, nous dit-on) en 1750 ; la fièvre est alors une maladie, non un symptôme. Une « fièvre », un « mal des prisons » (aujourd'hui identifié au typhus), emporte presque simultanément plusieurs personnages importants, dont des juges de la cour d'assises, et met Londres en émoi. Pringle, qui a vu de tels évènements se produire dans l'armée, et qui sait aussi qu'ils se produisent sur les bateaux (particulièrement si les marins sont confinés pendant qu'on attend le vent), pointe du doigt l'air corrompu des baraquements, des navires, des prisons surpeuplés.
Toujours en 1750, il commence à lire devant la Royal Society des articles sur les substances accélérant ou retardant la corruption : Experiments on septic and antiseptic substances. Ces articles lui valent la médaille Copley ; il y avait alors, « dans la Royal Society, un vent qui poussait vers des recherches sur la putréfaction et les substances favorisant une infection ». Ils sont publiés en français dans la traduction de l'ouvrage qui suivra, Observations sur les maladies des armées, dans les camps et dans les garnisons.
Son plus important travail, paru en 1752, sur les maladies qui se propagent dans l'armée, le fait regarder de nos jours comme un des pionniers de la médecine militaire moderne.

### Lois de la guerre
Vers le temps de la bataille de Dettingen en Bavière (juin 1743) (l'armée britannique est alors campée à Aschaffenburg), Pringle, par l'entremise de son supérieur, le comte de Stair, est à l'origine d'un accord original avec le maréchal de Noailles, commandant français.
À cette époque, les blessés devaient être évacués à la hâte — ou laissés à la merci de l'ennemi, quand un mouvement de troupes mettait les hôpitaux militaires à la portée de celui-ci. « M. Pringle engagea milord Stairs [sic] et le maréchal de Noailles à convenir que ces asiles du malheur seraient réciproquement respectés ; son zèle obtint la récompense qui pouvait le plus le toucher, puisque ses compatriotes furent les premiers qui profitèrent de cette convention. Après la bataille d'Étingue [sic], un hôpital anglais se trouva dans le terrain occupé par l'armée française, et le premier soin du maréchal de Noailles fut de rassurer les soldats qui y étaient déposés, en leur annonçant que les troupes françaises avaient ordre de ne pas les inquiéter ». Pringle a donné aussi son récit, paru en français dix ans plus tard, et qui est très proche. « Cet accord, écrit Pringle en 1752, s'observa strictement deux côtés durant cette campagne ; et quoiqu'il ait été négligé depuis, on espère cependant que dans la suite les généraux le regarderont comme un exemple, qu'ils empresseront de faire revivre,. »
On peut voir dans cet évènement une étape vers le premier article de la première convention de Genève du 22 août 1864 : « Les ambulances et les hôpitaux militaires seront reconnus neutres, et, comme tels, protégés et respectés par les belligérants ».

## Œuvres (liste partielle)
Sauf mention contraire, les écrits de Pringle sont en anglais.
- (la) Dissertatio medica inauguralis De marcore senili quam, annuente Deo ter opt. max. ex auctoritate magnifici rectoris, D. Hermanni Boerhaave… eruditorum examini submittit Joannes Pringle Scoto-Britannus ad diem 20. Julii 1730. hora locoque solitis, Leyde, Jon. Arnold. Langerak, 1730, 31 p.Le titre (« De marcore senili ») est traduit « Sur le dessèchement des vieillards » par le Journal des sçavans d'avril 1731, qui en donne une recension[23].
- Observations on the nature and cure of hospital and jayl fevers, 1750[24] — L'ouvrage prend la forme d'une lettre au Dr Mead, médecin du roi.L'air corrompu des prisons, des bateaux ou des baraquements surpeuplés, est selon Pringle la cause évidente de problèmes sanitaires[25].
- Experiments on septic and antiseptic substances, 1750–1752
- Observations sur les maladies des armées, dans les camps et dans les garnisons, trad. Pierre-Henri Larcher, 1795[15] :

1. I-1 « Expériences qui démontrent qu'on ne doit point appeler les substances putrides alcalines ; que ni les sels alcalis volatils, ni les fixes, ne tendent naturellement à produire la putréfaction dans le corps humain, étant d'eux-mêmes antiseptiques… », p. 313 — Lu le 28 juin 1750
2. II-1 « Suite des expériences et des remarques sur les substances antiseptiques… », p. 323 — Lu le 21 novembre 1750
3. III-1 « Expériences sur les substances qui résistent à la putréfaction des liqueurs animales… », p. 334 — Lu le 15 novembre 1750
4. IV-2 [sic] « Suite des expériences sur les substances septiques… », p. 346 — Lu le 25 avril 1751
5. V-1 « Expériences et remarques sur la fermentation des végétaux par le moyen des substances animales putrides… », p. 357 — Lu le 20 juin 1751
6. VI-1 « Expériences sur les substances qui hâtent, qui retardent, qui augmentent et qui diminuent la fermentation des aliments, avec des remarques sur leur usage pour expliquer l'action de la digestion… », p. 368 — Lu le 31 octobre 1751
7. VII-1 « Expériences et remarques sur la putréfaction du sang et d'autres substances animales… », p. 377 — Lu le 13 février 1752

- Observations on the diseases of the army in camp and garrison, 1752[26] — En ligne, la deuxième édition, 1753.« Avec un appendice contenant quelques mémoires d'expériences lus à plusieurs séances de la Royal Society ».
  - Observations sur les maladies des armées, dans les camps et dans les garnisons, avec des mémoires sur les substances septiques et antiseptiques, et la réponse à de Haen et à Gaber, trad. Pierre-Henri Larcher, 3e  éd., revue, corrigée et augmentée[27], Paris, Théophile Barrois le jeune, 1795 — « Gaber » est Giovanni Battista Gaber ; « Haen » est Anton de Haen[28].
- The life of General James Wolfe, the conqueror of Canada, or, The elogium of that renowned hero : attempted according to the rules of eloquence with a monumental inscription Latin and English to perpetuate his memory, Londres, 1760, 36 p. — Publié anonymement. — James Wolfe est le vainqueur de la bataille des plaines d'Abraham, qui donna la colonie française du Canada à la Grande-Bretagne.
- Six discourses delivered by Sir John Pringle, Bart. before the Royal Society ; on occasion of six annual assignments of Sir Godfrey Copley's Medal, 1783Allocutions prononcées lors de la remise de la médaille Copley (l'année est  celle du discours).

1. « On the different kinds of air », 1773
2. « On the torpedo », 1774[29] — Il s'agit de l'animal appelé torpille.
3. « On the attraction of mountains », 1775
4. « Upon some late improvements of the means for preserving the health of mariners », 1776[30] — Développements récents pour la préservation de la vie des marins.
5. « On the invention and improvements of the reflecting telescope », 1777
6. « On the theory of gunnery », 1778

### Attribution
- Pringle fait remarquer[31] qu'on lui a attribué par erreur un ouvrage, paru en 1722, dont le titre est traduit : « Recherches raisonnables sur la nature de la peste, faites d'après des remarques historiques, par Jean Pringle, docteur en médecine ».

## Hommages

### Honneurs
- Le titre de baronnet Pringle de Pall Mall, créé pour lui, s'est éteint avec lui[4].
- Le clan Pringle, dont il était membre, honore sa mémoire.

### Iconographie
- À l'abbaye de Westminster se trouve une œuvre à sa mémoire, sculptée vers 1782[32] par Joseph Nollekens, en marbre blanc et marbre gris[6].
- Portrait par Joshua Reynolds[1].
- Huile sur toile, anonyme, Wellcome Historical Medical Museum.

#### Études

##### Médecine
- (en) Isaac Kimber et Edward Kimber, « The life of Sir John Pringle, Bart. », dans The London magazine, or, Gentleman's monthly intelligencer, vol. 2–3, 1784, p. 281–293
- (en) Morrice McCrae, Saving the army — The life of Sir John Pringle, 2014  (ISBN 9781906566753)
- (en) M. S., « The life of Sir John Pringle », dans Six discourses delivered by Sir John Pringle, Bart. before the Royal Society ; on occasion of six annual assignments of Sir Godfrey Copley's Medal, 1783, 97 p. — Biographie.
- (en) Sydney Selwyn, « Sir John Pringle : hospital reformer, moral philosopher and pioneer of antiseptics », dans Medical History, juillet 1966, vol. 10, no 3, p. 266–274 DOI  10.1017/s0025727300011133
- (en) Dorothea Waley Singer, « Sir John Pringle and his circle — Part I. Life », dans Annals of Science, 6:2, 127–180 DOI 10.1080/00033794900201731  (ISSN 1464-505X)
- Félix Vicq d'Azyr, « Éloge de M. Pringle », dans Histoire de l’Académie royale des sciences, année 1782, Paris, 1785, p. 57–68

##### Lois de la guerre
- Véronique Harouel-Bureloup, « Neutralité des hôpitaux militaires de Louis XV à Henry Dunant », dans Revue historique de droit français et étranger, Dalloz, vol. 86, no 3 (juil.-sept. 2008), p. 359–381